# マルコ・ジャンパオロ
マルコ・ジャンパオロ（Marco Giampaolo、1967年8月2日- ）は、スイス・ベッリンツォーナ出身のイタリア人サッカー選手、現サッカー指導者。現役時代のポジションはMF。

## 人物
スイスのベッリンツォーナ生まれだがイタリアのジュリアノーヴァで育った。セリエCのジュリアノーヴァ・カルチョ、ASグッビオ1910、リカータ・カルチョ、USシラクーザでプレイした後、1995年にASアンドリアBATでセリエBデビュー、1997年にグアルド・カルチョで怪我もあり現役を引退した。
引退後はペスカーラ・カルチョのスカウトを務め、2000年にはアシスタントコーチに就任した。2001年にセリエC1のジュリアノーヴァ・カルチョのアシスタントコーチとなりチームはプレーオフにも出場したがチームフロントとの関係が悪化したため2002年4月に退団、セリエC1のトレヴィーゾFCのアシスタントコーチとなった。2002-03シーズン、チームはセリエBに昇格し翌シーズンもセリエBに残留した。
2004年、彼はアスコリ・カルチョに移りセリエB6位の成績を残した。この時点でも彼はアシスタントコーチであったがこれはコーチライセンスをこの時点で彼が取得していなかったためでありヘッドコーチに代わり実質的には彼が指揮を執っていた。昇格プレーオフでトリノFCに敗退するも、八百長疑惑で優勝したジェノアCFCがセリエC1降格処分になったこと、2位であったトリノFCが経営破綻し、昇格が取り消されたこともあり、セリエAに昇格。財政基盤が弱く、戦力も貧弱だったことから圧倒的な降格候補に挙げられたが、年間通して安定した成績を残し、降格を回避したことで名声を上げた。2006年からはカリアリ・カルチョで監督を務めるも、後述の確執で2度解任された。
その後、2008年からはACシエナの監督に就任し、2008-09シーズンは見事に残留を果たしたが、2009-10シーズンは開幕から低迷し続け2009年11月に解任（その後、シエナはセリエBに降格となった）。2010年にはカルチョ・カターニアの監督に就任。しかし、2011年1月18日にまたしても成績不振により解任された。2011年6月4日、ACチェゼーナの監督に就任。しかし、チームは開幕から低迷し10月30日に三度途中解任となった。
2015年6月15日、エンポリFCの監督に就任した。契約は1年間。
2016年7月4日、UCサンプドリアの監督に就任した。
2019年6月19日、7月1日よりACミランの監督に就任することが発表された。2021年6月までの2年契約で、1年間の延長オプションが付帯している。しかし、リーグ開幕から7節で4敗を喫するなどチームは低迷し、10月9日にACミランの監督職を解任された。
2020年8月7日、トリノFCの監督に就任。2021年1月18日に解任された。
2022年1月19日、UCサンプドリアの監督に2年半振りに就任。リーグ開幕から7節、未勝利で最下位となり10月2日に解任された。

## カリアリ会長との確執
カリアリ・カルチョの監督在任中、2シーズンでジャンパオロは2度解任の憂き目にあっている。
元々、監督を頻繁に解任することで有名な、カリアリ・カルチョの会長のマッシモ・チェッリーノとの確執が原因で、1度目は2006-07シーズン途中、「ジャンパオロは人間的に信用できない。」という理由で解任されたものの、後任のフランコ・コロンバが結果を出せず、降格の危機が迫ったため復帰。残留に成功したため翌シーズンも指揮を執った。しかし、2007年11月、ジャンパオロの選手起用が気に食わないという理由で解任。これに怒ったジャンパオロは2008年1月、後任のネド・ソネッティが解任された際、復帰の要請を受けたもののこれを拒否。その際、ジャンパオロは「私は、給料よりも自分の尊厳を選ぶ。」と発言し、カリアリのチェッリーノ会長の監督に対する敬意の欠如を痛烈に批判した。

## 監督成績
2022年10月2日現在
| クラブ       | 国           | 就任           | 退任           | 記録 | 記録 | 記録 | 記録 | 記録 | 記録 | 記録 | 記録   |
| クラブ       | 国           | 就任           | 退任           | 試   | 勝   | 分   | 敗   | 得   | 失   | 差   | 勝率   |
| ------------ | ------------ | -------------- | -------------- | ---- | ---- | ---- | ---- | ---- | ---- | ---- | ------ |
| アスコリ     | イタリアの旗 | 2004年6月14日  | 2005年6月20日  | 47   | 18   | 12   | 17   | 55   | 58   | −3   | 038.30 |
| カリアリ     | イタリアの旗 | 2006年6月13日  | 2006年12月19日 | 19   | 4    | 10   | 5    | 17   | 19   | −2   | 021.05 |
| カリアリ     | イタリアの旗 | 2007年2月26日  | 2007年11月13日 | 26   | 8    | 5    | 13   | 29   | 37   | −8   | 030.77 |
| シエーナ     | イタリアの旗 | 2008年5月27日  | 2009年10月29日 | 50   | 14   | 10   | 26   | 45   | 61   | −16  | 028.00 |
| カターニア   | イタリアの旗 | 2010年5月30日  | 2011年1月18日  | 23   | 7    | 7    | 9    | 27   | 31   | −4   | 030.43 |
| チェゼーナ   | イタリアの旗 | 2011年6月4日   | 2011年10月30日 | 10   | 1    | 3    | 6    | 4    | 12   | −8   | 010.00 |
| ブレシア     | イタリアの旗 | 2013年7月2日   | 2013年9月23日  | 7    | 2    | 3    | 2    | 9    | 8    | +1   | 028.57 |
| クレモネーゼ | イタリアの旗 | 2014年11月17日 | 2015年6月15日  | 26   | 9    | 10   | 7    | 33   | 30   | +3   | 034.62 |
| エンポリ     | イタリアの旗 | 2015年6月15日  | 2016年5月26日  | 39   | 12   | 10   | 17   | 40   | 50   | −10  | 030.77 |
| サンプドリア | イタリアの旗 | 2016年7月4日   | 2019年6月15日  | 123  | 49   | 26   | 48   | 183  | 177  | +6   | 039.84 |
| ミラン       | イタリアの旗 | 2019年6月19日  | 2019年10月8日  | 7    | 3    | 0    | 4    | 6    | 9    | −3   | 042.86 |
| トリノ       | イタリアの旗 | 2020年8月7日   | 2021年1月18日  | 21   | 4    | 8    | 9    | 31   | 36   | −5   | 019.05 |
| サンプドリア | イタリアの旗 | 2022年1月19日  | 2022年10月2日  | 25   | 6    | 3    | 16   | 22   | 39   | −17  | 024.00 |
| 合計         | 合計         | 合計           | 合計           | 423  | 137  | 107  | 179  | 501  | 528  | −27  | 032.39 |